# Al Khuwayr
Al Khuwayr é um assentamento no Qatar, localizado no município de Madinat ash Shamal.